# Ингленд, Майк
Гарольд Майкл Ингленд (англ. Harold Michael England; род. 2 декабря 1941, Холиуэлл, Флинтшир) — валлийский футболист и футбольный тренер. Выступал на позиции защитника.

## Клубная карьера
Майк играл на позиции центрового защитника, но иногда мог пойти на позицию центрого нападающего. Он выступал за «Блэкберн Роверс», «Тоттенхэм Хотспур», «Кардифф Сити» и сборную Уэльса. В «Тоттенхэме» завоевал Кубок УЕФА в 1972 году, а через два года в финале Кубка УЕФА 1974 Ингленд отличился забитым голом в первом матче, но это не помогло одолеть нидерландский клуб «Фейеноорд». С 1975 по 1979 года выступал за американский клуб «Сиэтл Саундерс». Завершил карьеру футболиста в «Кливленд Форс», сыграв за него 11 матчей. В 1974 году Майк совершил "необычный хет-трик" в матче против «Бернли»: он дважды отличился автоголом и забитым голом в ворота соперников.

## Карьера за сборную
Дебют за национальную сборную Уэльса состоялся 11 апреля 1962 года в матче Домашнего чемпионата Великобритании против сборной Северной Ирландии (4:0). Всего за сборную Ингленд провёл 44 матча и забил 3 гола.
Его рекорд как молодого постоянного капитана сборной побил Аарон Рэмзи в 2011 году.

### Голы за сборную
| # | Дата           | Место          | Соперник   | Счёт | Результат | Турнир                  |
| - | -------------- | -------------- | ---------- | ---- | --------- | ----------------------- |
| 1 | 17 марта 1965  | Кардифф, Уэльс | Греция     | 2-1  | 4-1       | Квалификация на ЧМ 1966 |
| 2 | 4 ноября 1969  | Рим, Италия    | Италия     | 2-1  | 4-1       | Квалификация на ЧМ 1970 |
| 3 | 20 ноября 1974 | Суонси, Уэльс  | Люксембург | 2-0  | 5-0       | Квалификация на ЧЕ 1976 |

## Карьера тренера
С 1979 по 1987 года Ингленд возглавлял национальную сборную Уэльса. В первом матче под его руководством Уэльс проиграл Англии на Домашнем чемпионате Великобритании. При нём "драконы" добились значительного успеха, в том числе хорошее выступление на квалификации на ЧМ 1986, на котором Уэльс попал в одну группу с шотландцами. Последний матч в квалификации валлийцам нужно было побеждать "тартанавую армию", чтобы выходить в финальную стадию. Матч завершился со счётом 1-1, что позволило шотландцам выйти на стыковой матч УЕФА/ОФК. В конце того матча у главного тренера шотландцев, Джок Стейн, случился сердечный приступ, от которого он скончался в медпункте стадиона «Ниниан Парк». Позже Ингленд ушёл с поста национальной сборной и пошёл работать в дом престарелых на севере Уэльса. Был награждён Орденом Британской империи за вклад в валлийский футбол.

## Достижения
- Обладатель Кубка Англии: 1967
- Обладатель Кубка Футбольной лиги: 1971, 1973
- Обладатель Кубка УЕФА: 1972